# Juraj Kováčik
Juraj Kováčik (* 18. prosince 1956) byl slovenský politik za SDĽ, po sametové revoluci československý poslanec Sněmovny národů Federálního shromáždění.

## Biografie
Byl reprezentantem Československa v házené. Ve volbách roku 1992 byl za SDĽ zvolen do slovenské části Sněmovny národů. Ve Federálním shromáždění setrval do zániku Československa v prosinci 1992.